# MSXマガジン
MSXマガジン（えむえすえっくす - ）はアスキーより1983年から発行されていた月刊のMSX専門のコンピューター雑誌。2002年から2005年にかけては、「永久保存版」としてムックとして発行された。

## 歴史

### 創刊から休刊まで
1983年10月6日に創刊0号が発売 。当時は唯一のMSX専門誌で、コンピューター雑誌としては珍しく中綴じ、右開き（縦組み）のレイアウトで創刊され、コンピューター雑誌らしくない誌面も話題になった。価格は200円、AB版(260x210mm)サイズ。 創刊編集長は田口旬一 。目標部数は15万部としたが、同時に1984年のMSXの普及台数を50万台と予測して同数の部数も目標として掲げた。
1984年9月発売の同年10月号より一般的なコンピューター雑誌と同様、平綴じ、左開き（横組み）のレイアウトに変更された。田口編集長の編集方針は、「MSXはホーム・パーソナル・コンピュータであり、インテリジェント・ツールと定義づけられる」ものとし、「MSXではこういうこともできるとアピールしたい」と、「コンピュータのニオイのしないものを目指した」。イラストレーターには、桜沢エリカや桜玉吉らを起用。その一方で、ハードウェアに関する記事を中心に、ゲームを含めたソフトウェア関連の記事や、MSXの活用方法に関する記事、プログラミング関連の記事など、誌面的には月刊アスキー的な構成のテクニカルな内容も掲載していた。1984年10月号から1988年5月号までの表紙はイラストレーターの大野一興が三洋のMSX・MPC-11と周辺機器MPC-Xの組み合わせを用いて描いていた。マスコットキャラクターはMSX坊や。1986年にはMSXマガジンオリジナルソフトとして『J.P.ウィンクル』をリリースした。
しかし、MSXがゲーム主体のホビーパソコンという位置づけになっていったこと、1987年には『MSX・FAN』（徳間書店）や『MSX応援団』（大陸書房）の後発誌がゲーム関連の記事主体になっているという状況の中、発売不振で赤字とも言われた『MSXマガジン』は、別雑誌とも言える全面的なリニューアルを敢行した。1988年6月号より編集長が『ログイン』誌の黄金時代を築いた小島文隆に交代して編集部を一新。ログイン誌の人気コーナー「MSX通信」の編集者ごと移籍。雑誌形態も平綴じから中綴じになり、1988年9月号から1990年8月号まで表紙は佐久間良一の描くロボットのイラストを用いた。カラーページの大幅増、ゲーム紹介・攻略や読み物記事が多い内容で、ゲーム情報中心の雑誌になった。『ログイン』掲載の荒井清和の漫画「べーしっ君」も掲載されるようになった。
とはいえ、このリニューアルも成功したとは言いがたく、1989年2月号から中綴じから平綴じに戻り、一旦は終了したハードウェア製作連載などが復活し、リニューアル以前と直後との中間的な誌面になった。1989年10月号より編集長に宮野洋美が就任、表紙イラストも加藤直之に交代した。この頃はMSXでゲームを制作するツールに力を入れて、後の「RPGツクール」シリーズに繋がる「RPGコンストラクションツール Dante」や「吉田工務店」「吉田建設」といったシューティングゲームの制作ツールなどを発表し、誌上でコンテストを開催するなど盛り上げた。毎月発売されていた掲載プログラムを収録した「MSXディスク通信」を含め、MSXマガジンのオリジナルソフトのほとんどはパソコンソフト自動販売機ソフトベンダーTAKERUで発売されていた。
1990年ごろから、MSXを取り巻く状況が悪化、部数も減少していく。そして通巻102号である1992年5月号をもって雑誌形態としては休刊となった。休刊号では夏からムックとして再スタートすることと速報性の高い情報をフォローするため『ログイン』誌で毎号MSXの情報を伝えるコーナーを設置することが告知された。
公約どおり、1992年8月には、『プリンセスメーカー』などゲームの体験版などを収録したフロッピーディスクを付録に不定期刊としてムック形態で1992年夏号が発行されるも、1号しか出なかった。

### 「永久保存版」としての復活
『MSXマガジン』休刊以降、ライバル誌『MSX・FAN』も休刊し、MSX自体もハード・ソフトともに供給されなくなったが、ユーザー主体での活動は細々としかし活発に行われていった。そうした中で任意団体「MSXアソシエーション」が発足し、公認のエミュレータ「MSXPLAYer」を発表する。これにあわせた形で『MSXマガジン』も2002年12月24日に「永久保存版」と銘打って復活することとなった。なお「永久保存版」は雑誌コードが付与されておらず、流通上は書籍扱いである。
内容としてはMSXPLAYerの使用法やMSXの活用法などの、前半期のころのようなテクニカル的な記事を中心に、付録CD-ROMに収録されたゲームに関する記事などの、後半期のころのようなゲーム主体の記事を組み合わせた内容となっている。なお、付属しているゲームは体験版などではなく、当時の製品版の内容がそのまま収録されており、「永久保存版」の目玉となっている。市販ゲームは1号に20本、2号に16本、3号に15本収録。ただし、1号に収録された3本のゲームのみ体験版が存在した。
「永久保存版」は初刷が完売して増刷される好評ぶりで、2003年2月8日には発売記念イベントが催され、展示会や新旧編集長対談などが行われた。その後、2003年12月3日に2号が、2005年4月28日に3号が発売された。2013年現在、4号以降は発売されていない。

### 電子書籍化
2023年10月1日、アスキー創業者の一人である西和彦は、自身が代表取締役社長を務める電子書籍サイト「アカシックライブラリー」で電子書籍として無料公開を開始したと発表した。同日時点で公開されたのは1992年夏号であるが、今後は全巻を掲載する予定で、関連する単行本の有料での配信も予定しているとのこと。

## 歴代編集長
- 田口旬一
- 小島文隆
- 宮野洋美